# Suilly-la-Tour
Suilly-la-Tour è un comune francese di 588 abitanti situato nel dipartimento della Nièvre nella regione della Borgogna-Franca Contea.

## Società

### Evoluzione demografica
Abitanti censiti